# Алі ібн Мухаммед

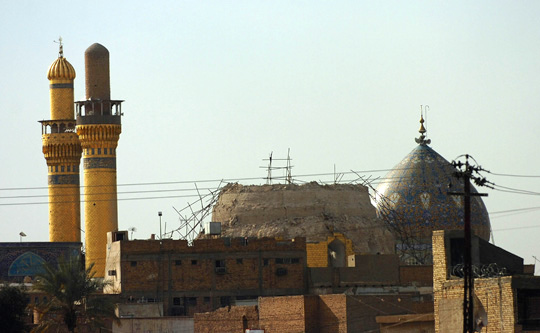
Місце поховання Імама Хаді в Самаррі, Ірак

Алі ібн Мухаммед, Алі аль-Хаді (араб. علي الهادي النقي, Імам Хаді, 827—868) — 10-й імамітський імам. Нащадок пророка Мухаммеда і Алі ібн Абі Таліба. Його батьком був 9-й імамітський імам Мухаммед ібн Алі. Алі ібн Мухаммед був знавцем Корану, хадисів і мусульманського права. Жив він у Медині, однак згодом аббасидський халіф Аль-Мутаваккіль (847—861) викликав його до Самарри, де знаходилась його резиденція. Там він жив під жорстким наглядом — халіф вбачав у Алідах своїх політичних конкурентів. У Самаррі Алі ібн Мухаммед помер 868 року. Шиїти-імаміти переконані, що Імам Хаді був знищений за наказом халіфа.